# Avel·lí Flors Mas
Avel·lí Flors Mas   (Castelló de la Plana, 13 de juliol de 1988) és un sociolingüista valencià.
El seu treball de recerca se centra en la sociolingüística educativa i els discursos lingüístics de la joventut, així com en la política lingüística. Es va graduar en filologia catalana per la Universitat de Barcelona l'any 2010. Té dos màsters universitaris, un d'estudis avançats de llengua i literatura catalana (2011) per la Universitat Autònoma de Barcelona i un altre d'ensenyament (2019) per la Universitat de Barcelona. Es va doctorar l'any 2017 per la Universitat de Barcelona. També ha treballat en la Universitat Oberta de Catalunya. Ha publicat nombrosos articles en revistes d'investigació sobre temàtica sociolingüística i ha format part de grups d'investigació oficials en el CUSC. També és membre de la junta de la Societat Catalana de Sociolingüística des de l'any 2019.

## Publicacions
- Català, youtubers i instagramers. Un punt de partida per a promoure l'ús de la llengua. (2020). Coautorat amb Marina Messeguer Comes i Francesc Xavier Vila. ISBN 978-84-18601-02-6
- Usos lingüístics i identitats socials entre adolescents catalans i valencians. (2017). Universitat de Barcelona. https://www.tdx.cat/handle/10803/458518#page=3